# Kite (groupe)
Pour les articles homonymes, voir Kite.
Kite est un groupe suédois de synthpop, originaire de Malmö.

## Histoire
Kite est formé en 2008 par Nicklas Stenemo (The Mo, Melody Club) et Christian Berg (Yvonne, Strip Music, The April Tears). Originaire de Malmö et désormais basé à Stockholm, Kite est sous contrat avec le label Progress Productions, et compte six EP depuis sa création. Chacun d'entre eux sort en CD et en édition limitée en vinyle.
Kite s'est produit dans divers festivals, comme le Recession Festival à Aarhus, au Danemark, l'Arvikafestival et Putte i parken en Suède, ainsi qu'au Wave-Gotik-Treffen à Leipzig. Après une pause pour raisons de santé entre 2017 et 2018, Kite se produit à nouveau dans quelques festivals au cours des années suivantes et joue en 2019 avec une partie de l'orchestre royal à l'Opéra royal de Stockholm, qui est ensuite publié sous forme d'album. Depuis 2020, d'autres chansons sont sorties sous forme de singles vinyles.

## Accueil
Le premier EP de Kite, Kite, est très bien accueilli par le magazine Side-Line, qui le compare aux œuvres de groupes classiques de synthpop des années 1980, comme Erasure ou Yazoo, tandis que la critique du magazine Sonic Seducer souligne la voix unique de Nicklas Stenemo,. L'EP Kite III est salué par Side-Line et Sonic Seducer pour son son innovant et son ambiance plus sombre,. L'EP Kite IV est considéré comme un mélange de son classique synthpop des années 1980, dans le style d'OMD, et de son plus moderne et expérimental. Le sixième EP de Kite, VI (sorti en 2015), est comparé au son de Kraftwerk et de Vangelis,. Le single Jonny Boy, sorti en 2010, atteint la 49e place des charts suédois.

## Discographie

### Albums studio
- 2022 : Kite at the Royal Opera (9e place des charts suédois[9])
- 2024 : Kite VII

### EP
- 2008 : Kite
- 2009 : Kite II (58e place des charts suédois[9])
- 2010 : Kite III
- 2011 : Kite IV
- 2013 : Kite V
- 2015 : Kite VI (5e place des charts suédois[9])

### Singles
- 2010 : Jonny Boy (49e place des charts suédois[9])
- 2017 : Demons and Shame
- 2020 : Tranås/Stenslanda
- 2020 : Teenage Bliss
- 2020 : Hand Out the Drugs
- 2022 : Panic Music
- 2023 : Don't Take the Light Away
- 2024 : Glassy Eyes